# Гоган (Муреш)
Гоган (рум. Gogan) насеље је у Румунији у округу Муреш у општини Бахња. Oпштина се налази на надморској висини од 358 m.

## Становништво
Према подацима из 2002. године у насељу је живело 674 становника.

### Попис2002.
| Расподела становништва по националности 2002.‍ | Расподела становништва по националности 2002.‍ | Расподела становништва по националности 2002.‍ | Расподела становништва по националности 2002.‍ | Расподела становништва по националности 2002.‍ |
| --------------------------------------------- | --------------------------------------------- | --------------------------------------------- | --------------------------------------------- | --------------------------------------------- |
|                                               |                                               |                                               |                                               |                                               |
| Румуни                                        | Румуни                                        |                                               | 162                                           | 24,1%                                         |
| Мађари                                        | Мађари                                        |                                               | 457                                           | 67,9%                                         |
| Роми                                          | Роми                                          |                                               | 54                                            | 8,0%                                          |